# 皮埃尔·吕德斯
皮埃尔·吕德斯（德語：Pierre Lueders，1970年9月26日—），加拿大男子雪车运动员。他曾代表加拿大参加1994年、1998年、2002年、2006年和2010年冬季奥林匹克运动会雪车比赛，获得一枚金牌和一枚银牌。